# Antonio María Rouco Varela
Antonio María Rouco Varela (ur. 20 sierpnia 1936 w Vilalba) – hiszpański duchowny katolicki, arcybiskup Santiago de Compostela i Madrytu w latach 1994–2014, kardynał.

## Życiorys
Studiował w seminarium w rodzinnej diecezji w Mondonedo, później na Pontyfikalnym Uniwersytecie w Salamance (obronił licencjat z teologii) i na Uniwersytecie w Monachium (obronił doktorat z prawa kanonicznego w 1964). Święcenia kapłańskie przyjął 28 marca 1959 w Salamance. Po studiach w Niemczech wykładał teologię i prawo kanoniczne w seminarium w Mondonedo, w 1966 ponownie wyjechał do Monachium, gdzie obok wykładów uniwersyteckich zajmował się imigrantami hiszpańskimi. W latach 1971–1976 wykładał w Pontyfikalnym Seminarium w Salamance, pełniąc jednocześnie od 1972 funkcję wicerektora.
17 września 1976 został mianowany biskupem pomocniczym Santiago de Compostela, otrzymał stolicę tytularną Gergi; sakry biskupiej udzielił mu 31 października 1976 ówczesny arcybiskup Santiago Angel Suquía Goicoechea. Po przejściu arcybiskupa Goicoechei na stolicę metropolitalną madrycką (kwiecień 1983) Rouco Varela został administratorem apostolskim ad nutum Sanctae Sedis Santiago de Compostela, a 9 maja 1984 pełnoprawnym arcybiskupem. Po dziesięciu latach ponownie zastąpił Goicoecheę (wówczas już kardynała) i od lipca 1994 był arcybiskupem Madrytu. Pełni funkcję wielkiego kanclerza Wydziału Teologicznego San Damaso w Madrycie.
21 lutego 1998 Jan Paweł II wyniósł go do godności kardynalskiej, nadając tytuł prezbitera S. Lorenzo in Damaso. Kardynał Rouco Varela brał udział w sesjach Światowego Synodu Biskupów w Watykanie, na II sesji specjalnej dla Kościoła europejskiego pełnił funkcję relatora generalnego (październik 1999). W latach 1999–2005 przewodniczył Konferencji Episkopatu Hiszpanii, w latach 2004-2014 brał udział w pracach Rady Kardynalskiej ds. badania Ekonomicznych i Organizacyjnych Problemów Stolicy Świętej. Reprezentował Jana Pawła II jako jego specjalny wysłannik m.in. na IX Hiszpańskim Narodowym Kongresie Eucharystycznym w Santiago de Compostela w maju 1999. W latach 2011–2014 ponownie był przewodniczącym Konferencji Episkopatu Hiszpanii.
28 sierpnia 2014 papież Franciszek przyjął jego rezygnację z pełnionego urzędu złożoną ze względu na wiek.
Uczestnik konklawe 2005 i konklawe 2013 roku. 20 sierpnia 2016 utracił uprawnienia elektorskie z racji ukończenia 80 lat.